# Marmara ischnotoma
Marmara ischnotoma là một loài bướm đêm thuộc họ Gracillariidae. Nó được tìm thấy ở Guyana.